# JUMP (映像作品)
『JUMP』 （ジャンプ）は、鶴久政治のビデオアルバム（新曲をCDではなく映像作品（VHS）のみでリリースしたもの）。MASAHARU TSURUKU名義で1991年にチェッカーズのファンクラブ『CUTE BEAT CLUB』の通信販売限定でリリースされた。
収録曲はすべて新曲として発表され、CD化されていない。

## 収録曲
全曲 作詞：川村真澄
全曲 作曲：鶴久政治
全曲 編曲：西平彰
1. ダブル ネガティブ
2. Cry Don't Cry
3. ココロココニアラズ
4. 夏までの隣人
5. ひとり ひとり
6. 黄昏倶楽部
7. アイアン・バタフライ
8. WAIT WAIT WAIT
9. Long Long Ago
10. 小さな願い